# Phaonia hennigi
Phaonia hennigi este o specie de muște din genul Phaonia, familia Muscidae, descrisă de Lyneborg în anul 1970. Conform Catalogue of Life specia Phaonia hennigi nu are subspecii cunoscute.